# Lagynochthonius zicsii
Lagynochthonius zicsii är en spindeldjursart som först beskrevs av Volker Mahnert 1978.  Lagynochthonius zicsii ingår i släktet Lagynochthonius och familjen käkklokrypare. Inga underarter finns listade i Catalogue of Life.